# フェルナンド・デ・ラ・セルダ
フェルナンド・デ・ラ・セルダ（Fernando de la Cerda, 1255年10月23日 - 1275年7月25日）は、カスティーリャ王国の王太子。ラ・セルダ家の祖。父はカスティーリャ王アルフォンソ10世、母はアラゴン王ハイメ1世の娘ビオランテ。サンチョ4世の兄。生年は1253年説もある。

## 生涯
1269年、フランス王ルイ9世と王妃マルグリットの娘ブランシュと結婚、2人の男子を儲けたが、1275年、父に先立ってシウダー・レアルで死去した。フェルナンドの早世などが原因となり、弟サンチョが父に対して反乱を起こし、1282年に王位を奪ってサンチョ4世として即位した。

## 子女
1. アルフォンソ（スペイン語版）（1270年 - 1324年）
2. フェルナンド（スペイン語版）（1275年 - 1322年） - 長女ブランカ・ヌニェス・デ・ララはカスティーリャ王族フアン・マヌエルと結婚、三女マリア・デ・ララ（1375年没）は、1336年アランソン伯シャルル2世と結婚した。

孫娘ブランカとフアン・マヌエルとの間の娘フアナ・マヌエルがサンチョ4世の曾孫エンリケ2世の王妃となり、フアン1世を生んだことから、トラスタマラ家はフェルナンドの血も引いている。